# اسكو محلة (بالا خيابان ليتكوة)
اسکو محلة (بالفارسية: اسکومحله) هي قرية تقع في إيران في قسم بالا خیابان لیتکوة الريفي. يقدر عدد سكانها بـ 3,940 نسمة .